# Павлівка (Олександрійський район)
Павлі́вка (до 1945 - Свинаро-Павлівка) — село в Україні, у Світловодській міській громаді Олександрійського району Кіровоградської області. Населення понад 2000 осіб. Колишній центр Павлівської сільської ради.

## Історія
Станом на 1886 рік у селі Браїлівської волості Олександрійського повіту Херсонської губернії мешкало 380 осіб, налічувалось 68 дворових господарств, існувала лавка.
21 травня 1945 року указом Президії ВР УРСР село Свинаро-Павлівка було перейменовано на село Павлівка..

## Населення
Згідно з переписом УРСР 1989 року чисельність наявного населення села становила 2418 осіб, з яких 1102 чоловіки та 1316 жінок.
За переписом населення України 2001 року в селі мешкало 2145 осіб.

### Мова
Розподіл населення за рідною мовою за даними перепису 2001 року:
| Мова       | Відсоток |
| ---------- | -------- |
| українська | 93,89 %  |
| російська  | 5,55 %   |
| вірменська | 0,42 %   |
| білоруська | 0,05 %   |
| молдовська | 0,05 %   |

## Пам'ятки
- Діамантові джерела — туристична пам'ятка. Вода з цих джерел має дуже гарний смак. Подекуди говорять, що вода з Діамантових джерел має лікувальні властивості[джерело?].
- Братська могила радянських воїнів (поховано 147 воїнів).

## Люди
- Іскандаров Віталій Нуралійович (1978—2015) — старший солдат Збройних сил України, учасник російсько-української війни 2014—2017.
- Славинський Микола Борисович (* 1948) — український письменник (літературний критик, прозаїк), член Національної спілки письменників України.
- Шевченко Сергій Іванович (30 вересня 1958 — 29 вересня 2015) — краєзнавець, педагог, вчений, журналіст, похований в с. Павлівка.

## Галерея

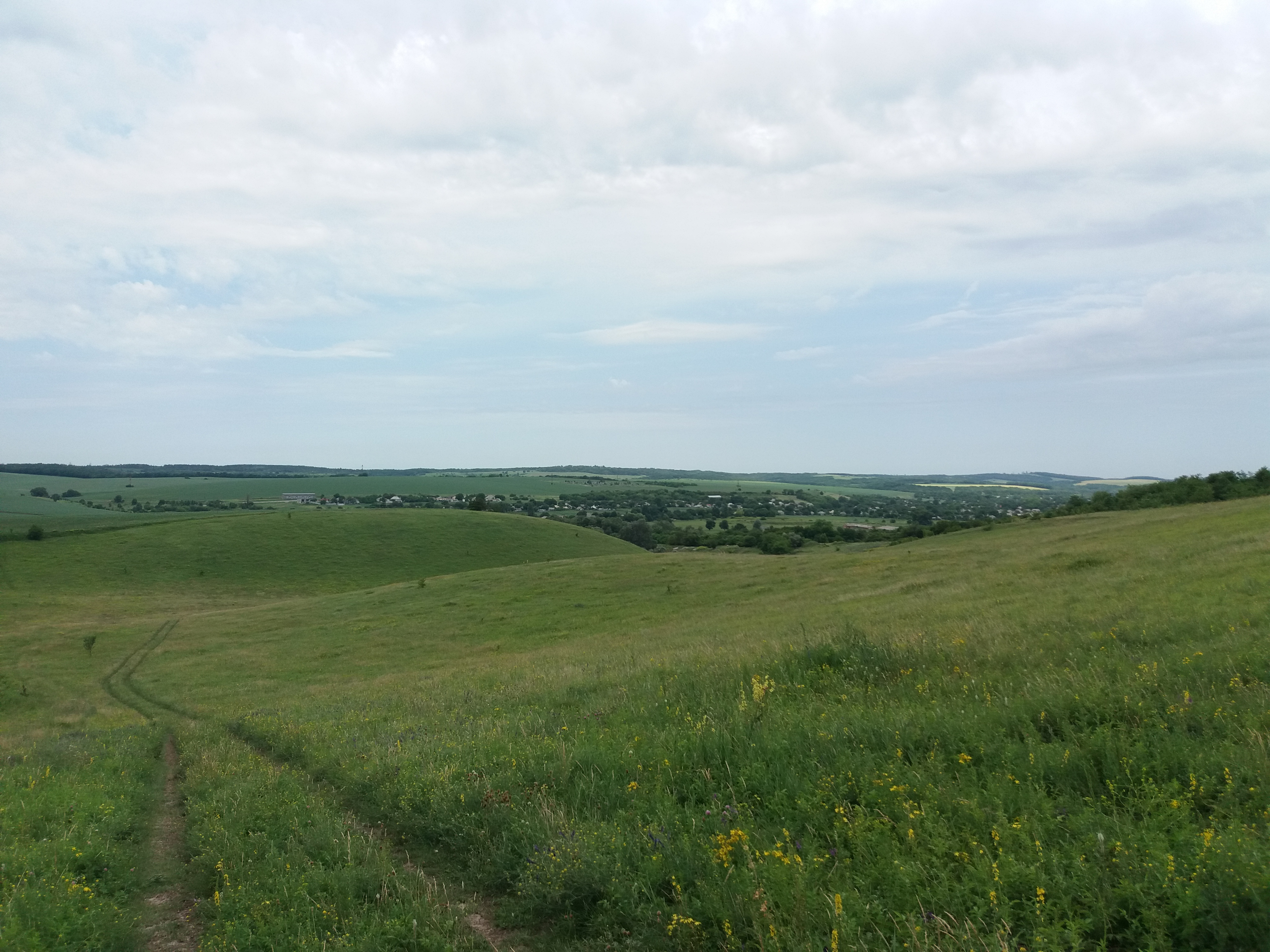
Вид на Павлівку
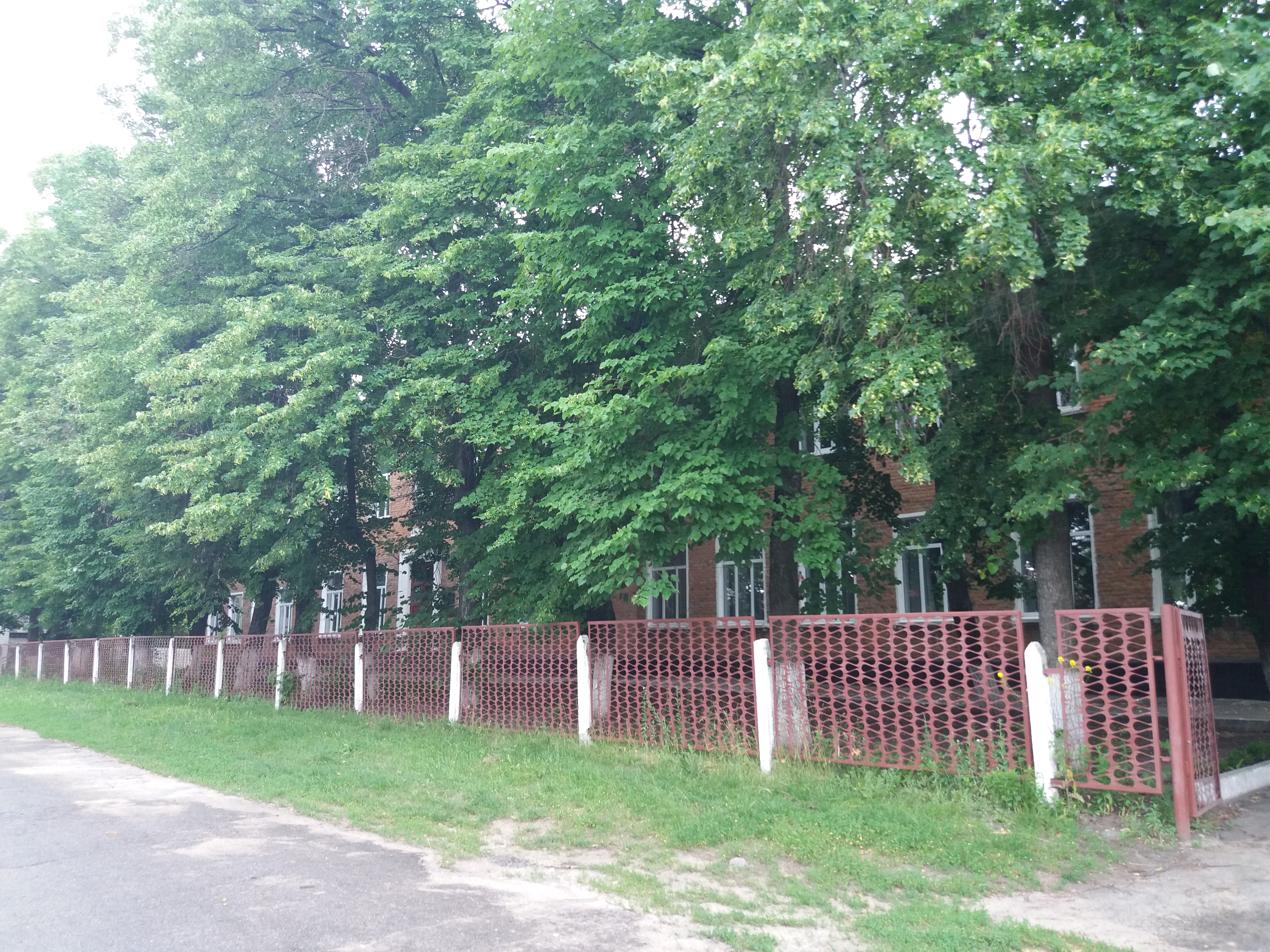
Павлівська школа
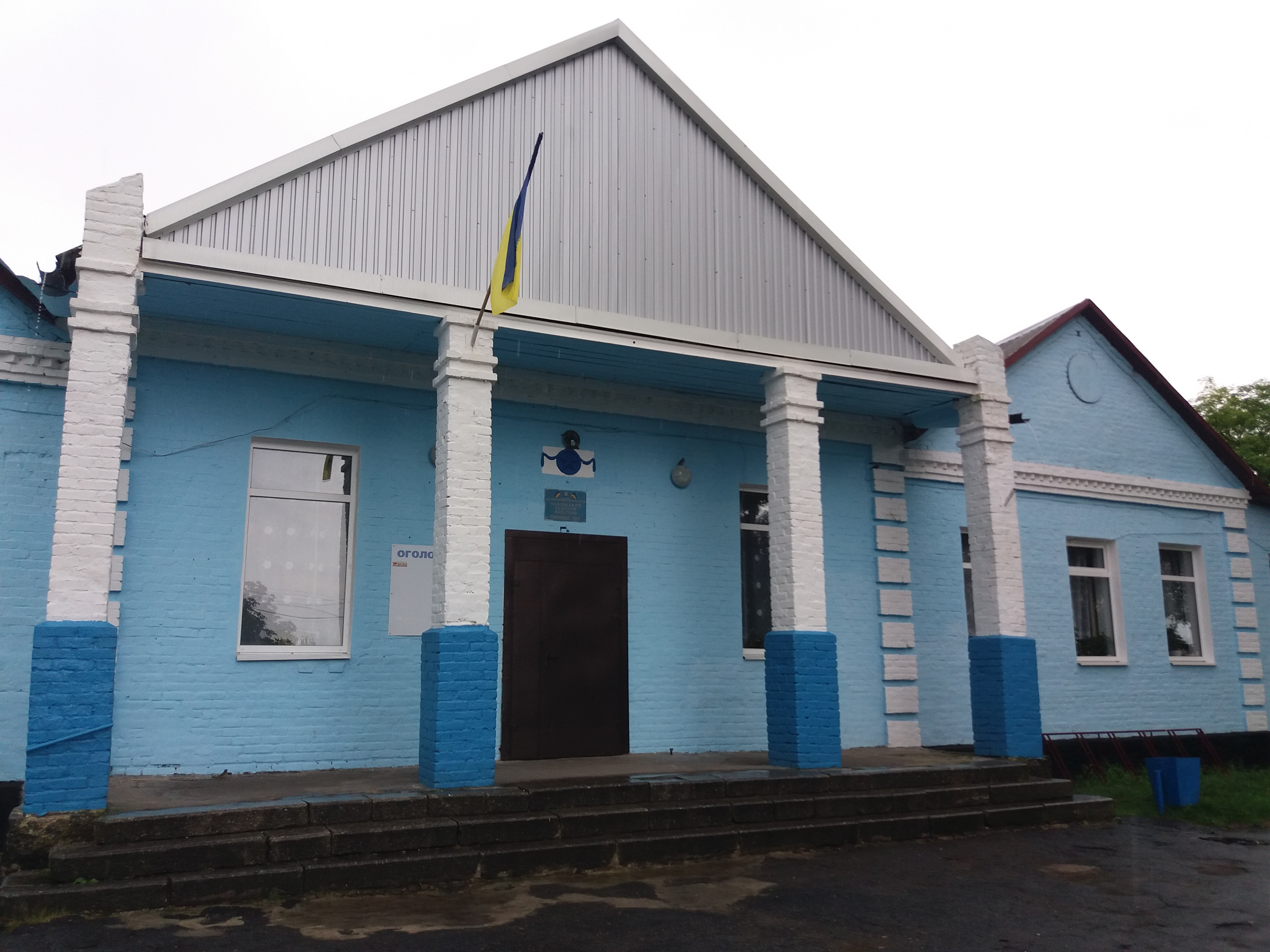
Будинок культури
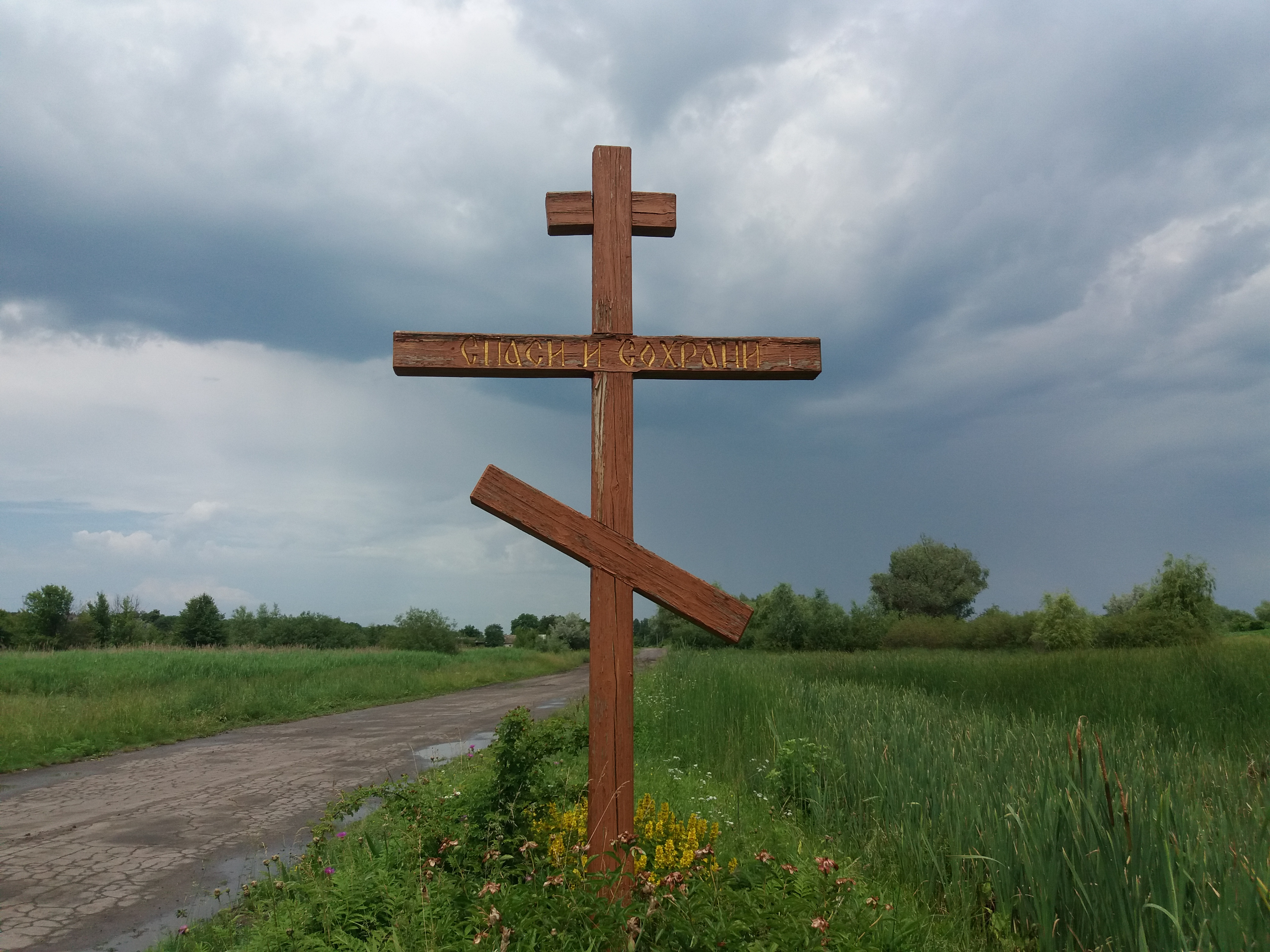
Хрест на вїзді в село зі сторони Браїлівки
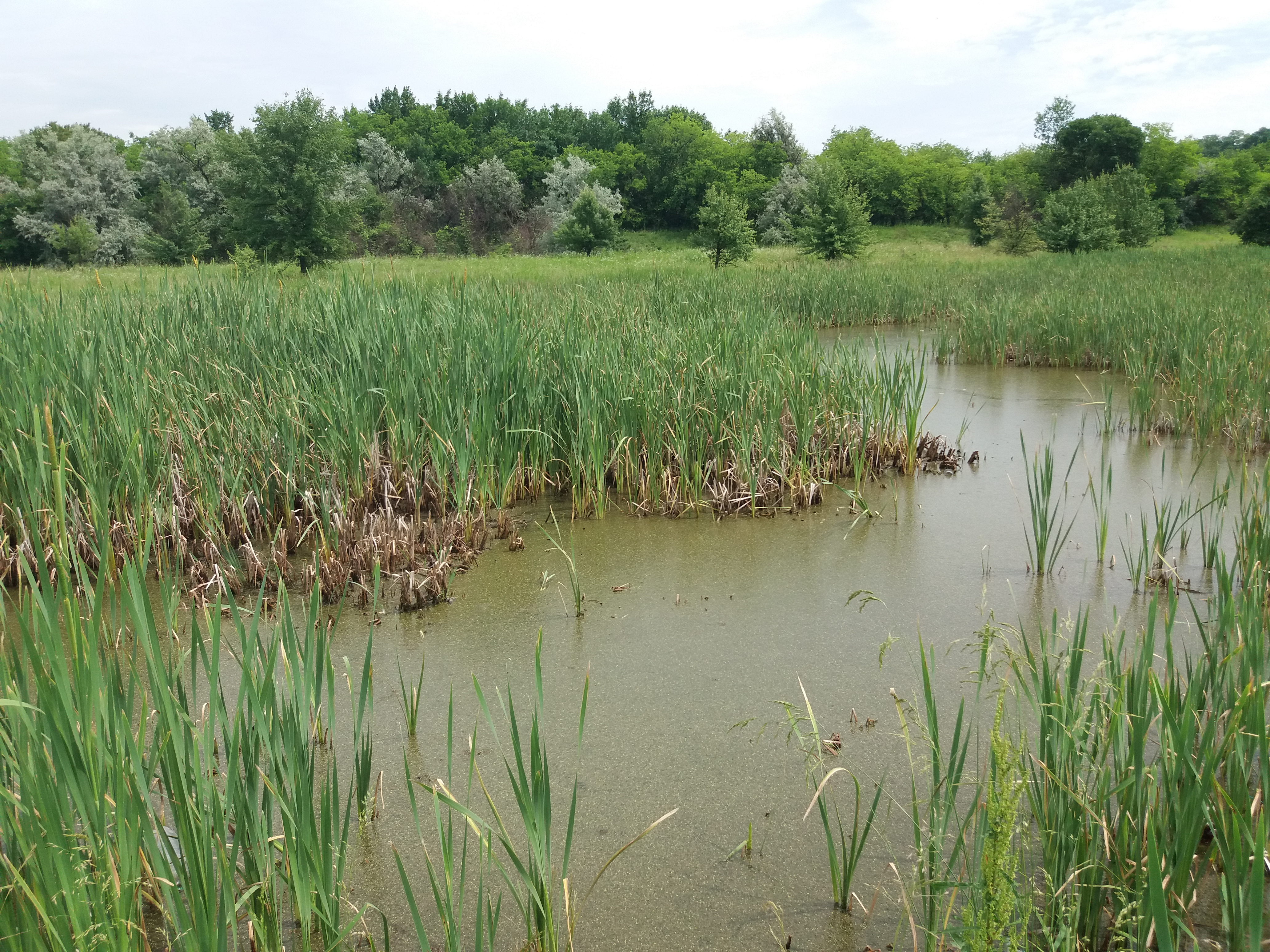
Болото